# 趙祖元
趙祖元（1512年—？），字宗仁，號南菴，浙江金華府東陽縣人，民籍，明朝政治人物。

## 生平
嘉靖二十二年（1543年）癸卯科浙江鄉試第九十名舉人。嘉靖二十三年（1544年）聯捷甲辰科會試第三十名，登第三甲第一百九十名進士。授江西吉安府儒學教授，遷國子監助教，又二年，遷刑部主事，尋轉員外郎，又二年，升官山西按察司佥事，嘉靖三十六年（1557年）夏升江西布政使司右参议。秩满，復遷山西按察司副使，丁吳宜人憂歸。嘉靖四十二年（1563年）因族弟趙祖鵬下狱论死，祖元与其弟刑部员外郎趙祖朝亦連坐被罢职。

## 家族
曾祖趙太錦，監生；祖父趙為濂；父趙繼宋，母吳氏。具庆下。兄趙祖庶。弟趙祖朝，贡士；趙祖廌。